# 북위 55도
북위 55도는 적도에서 북쪽으로 55도 떨어진 위선이다. 유럽, 아시아, 태평양, 북아메리카, 대서양을 지난다.
이 위도에서 일조 시간이 하지점일 때는 17시간 22분, 동지점일 때는 7시간 10분이다.

## 지나가는 지역
본초 자오선에서 동쪽으로 북위 55도는 다음 지역을 지난다.
| 좌표                                                    | 나라, 지역, 해역   | 주석 |
| ------------------------------------------------------- | ------------------ | --- |
| 북위 55° 0′ 동경 0° 0′  / 북위 55.000° 동경 0.000°      | 북해               | |
| 북위 55° 0′ 동경 8° 21′  / 북위 55.000° 동경 8.350°     | 독일               | 질트 섬(최남단에 가깝다) |
| 북위 55° 0′ 동경 8° 23′  / 북위 55.000° 동경 8.383°     | 바덴해             | |
| 북위 55° 0′ 동경 8° 39′  / 북위 55.000° 동경 8.650°     | 덴마크             | 윌란반도 (본토), 알스섬 |
| 북위 55° 0′ 동경 9° 58′  / 북위 55.000° 동경 9.967°     | 릴레벨트 해협      | |
| 북위 55° 0′ 동경 10° 27′  / 북위 55.000° 동경 10.450°   | 덴마크             | 스카뢰섬, 토싱에섬, 랑엘란섬 |
| 북위 55° 0′ 동경 10° 54′  / 북위 55.000° 동경 10.900°   | 스토레벨트 해협    | |
| 북위 55° 0′ 동경 11° 5′  / 북위 55.000° 동경 11.083°    | 스몰랜즈파르반데트 | |
| 북위 55° 0′ 동경 11° 53′  / 북위 55.000° 동경 11.883°   | 덴마크             | 셸란섬, 묀섬 |
| 북위 55° 0′ 동경 12° 32′  / 북위 55.000° 동경 12.533°   | 발트해             | |
| 북위 55° 0′ 동경 14° 59′  / 북위 55.000° 동경 14.983°   | 덴마크             | 보른홀름섬 |
| 북위 55° 0′ 동경 15° 6′  / 북위 55.000° 동경 15.100°    | 발트해             | |
| 북위 55° 0′ 동경 20° 33′  / 북위 55.000° 동경 20.550°   | 러시아             | 칼리닌그라드주 - 쿠로니아 석호 |
| 북위 55° 0′ 동경 22° 38′  / 북위 55.000° 동경 22.633°   | 리투아니아         | 마리얌폴레주 |
| 북위 55° 0′ 동경 26° 13′  / 북위 55.000° 동경 26.217°   | 벨라루스           | 비쳅스크주 |
| 북위 55° 0′ 동경 30° 58′  / 북위 55.000° 동경 30.967°   | 러시아             | 스몰렌스크주 |
| 북위 55° 0′ 동경 68° 12′  / 북위 55.000° 동경 68.200°   | 카자흐스탄         | 북카자흐스탄주 |
| 북위 55° 0′ 동경 71° 1′  / 북위 55.000° 동경 71.017°    | 러시아             | 옴스크의 북쪽을 지난다북위 54° 59′ 동경 73° 22′  / 북위 54.983° 동경 73.367° 노보시비르스크를 지난다                                                                 |
| 북위 55° 0′ 동경 135° 24′  / 북위 55.000° 동경 135.400° | 오호츠크해         | |
| 북위 55° 0′ 동경 136° 47′  / 북위 55.000° 동경 136.783° | 러시아             | 페크리스토바섬 |
| 북위 55° 0′ 동경 137° 4′  / 북위 55.000° 동경 137.067°  | 오호츠크해         | |
| 북위 55° 0′ 동경 137° 26′  / 북위 55.000° 동경 137.433° | 러시아             | 볼쇼이샨타르섬 |
| 북위 55° 0′ 동경 138° 11′  / 북위 55.000° 동경 138.183° | 오호츠크해         | |
| 북위 55° 0′ 동경 155° 35′  / 북위 55.000° 동경 155.583° | 러시아             | 캄차카반도 |
| 북위 55° 0′ 동경 161° 59′  / 북위 55.000° 동경 161.983° | 태평양             | |
| 북위 55° 0′ 동경 166° 8′  / 북위 55.000° 동경 166.133°  | 러시아             | 베링섬 |
| 북위 55° 0′ 동경 166° 23′  / 북위 55.000° 동경 166.383° | 베링해             | 러시아 메드니 섬의 북쪽을 러시아 |
| 북위 55° 0′ 서경 163° 57′  / 북위 55.000° 서경 163.950° | 미국               | 알래스카주 - 유니맥섬, 알래스카반도 |
| 북위 55° 0′ 서경 162° 34′  / 북위 55.000° 서경 162.567° | 태평양             | 알래스카만 - 미국 돌고이섬, 운가섬, 알래스카주의 남쪽을 지난다 |
| 북위 55° 0′ 서경 160° 8′  / 북위 55.000° 서경 160.133°  | 미국               | 알래스카주 - 나가이섬 |
| 북위 55° 0′ 서경 160° 4′  / 북위 55.000° 서경 160.067°  | 태평양             | 알래스카만 |
| 북위 55° 0′ 서경 159° 25′  / 북위 55.000° 서경 159.417° | 미국               | 알래스카주 - 리틀 코니우지섬 |
| 북위 55° 0′ 서경 159° 21′  / 북위 55.000° 서경 159.350° | 태평양             | 알래스카만 |
| 북위 55° 0′ 서경 133° 9′  / 북위 55.000° 서경 133.150°  | 미국               | 알래스카주 - 달섬, Sukkwan섬, 프린스오브웨일스섬 |
| 북위 55° 0′ 서경 131° 59′  / 북위 55.000° 서경 131.983° | 클래런스 해협      | |
| 북위 55° 0′ 서경 131° 36′  / 북위 55.000° 서경 131.600° | 미국               | 알래스카주 - 아네트섬, 듀크섬 |
| 북위 55° 0′ 서경 131° 15′  / 북위 55.000° 서경 131.250° | 리빌러기기도 해협  | |
| 북위 55° 0′ 서경 131° 0′  / 북위 55.000° 서경 131.000°  | 미국               | 알래스카주 - 알래스카 팬핸들 |
| 북위 55° 0′ 서경 130° 15′  / 북위 55.000° 서경 130.250° | 캐나다             | 브리티시컬럼비아주 - 피어스섬, 본토 앨버타주 서스캐처원주 매니토바주 온타리오주                                                                                      |
| 북위 55° 0′ 서경 82° 16′  / 북위 55.000° 서경 82.267°   | 허드슨만           | |
| 북위 55° 0′ 서경 78° 28′  / 북위 55.000° 서경 78.467°   | 캐나다             | 퀘벡주 뉴펀들랜드 래브라도주 - 약 12 km 퀘벡주 뉴펀들랜드 래브라도주 - 약 5 km 퀘벡주 - 약 3 km 뉴펀들랜드 래브라도주 퀘벡주 뉴펀들랜드 래브라도주 - 본토, Adlavik섬 |
| 북위 55° 0′ 서경 58° 40′  / 북위 55.000° 서경 58.667°   | 대서양             | |
| 북위 55° 0′ 서경 8° 33′  / 북위 55.000° 서경 8.550°     | 아일랜드           | 아란모어섬, 본토 |
| 북위 55° 0′ 서경 7° 24′  / 북위 55.000° 서경 7.400°     | 영국               | 북아일랜드 (데리시를 지난다) |
| 북위 55° 0′ 서경 5° 59′  / 북위 55.000° 서경 5.983°     | 노스 해협          | |
| 북위 55° 0′ 서경 5° 10′  / 북위 55.000° 서경 5.167°     | 영국               | 스코틀랜드 (그레트나를 지난다) 잉글랜드 (Newcastle-upon-Tyne 도시 지역을 지난다)                                                                                     |
| 북위 55° 0′ 서경 1° 25′  / 북위 55.000° 서경 1.417°     | 북해               | |

## 북위 55도에 가까운 저명한 도시
- 옴스크 ( 러시아 옴스크주)
- 노보시비르스크 ( 러시아 노보시비르스크주)
- 런던데리 ( 영국 북아일랜드)
- 뉴캐슬어폰타인 ( 영국 잉글랜드)
- 사우스실즈 ( 영국 잉글랜드)

## 캐나다
북위 55도는 퀘벡주 남부의 누나빅의 남쪽의 경계가 되고 있다.

## 같이 보기
- 북쪽 : 북위 56도
- 남쪽 : 북위 54도